# Problemi irrisolti della fisica
Sono riportati di seguito i più importanti problemi irrisolti della fisica. La maggior parte sono di carattere teorico: ciò significa che le teorie esistenti oggi sembrano incapaci di spiegare un determinato fenomeno osservato o un dato sperimentale. Gli altri problemi invece sono sperimentali, ovvero riguardano le varie difficoltà nel creare un esperimento per verificare la validità di una teoria proposta o investigare un fenomeno più dettagliatamente.
Ci sono ancora alcune carenze nel Modello standard, ad esempio l'origine della massa, il problema della CP forte, la masse e le oscillazioni del neutrino, l'asimmetria tra materia e antimateria, e la natura della materia oscura e dell'energia oscura. Un altro problema riguarda la struttura matematica del Modello standard stesso che risulta incoerente con quello della relatività generale, fino al punto che una o entrambe le teorie in certe condizioni non riescono a determinare cosa accade (come ad esempio all'interno delle singolarità gravitazionali come il Big Bang e il centro di un buco nero oltre l'orizzonte degli eventi).

## Problemi irrisolti nei vari ambiti
Questa è una lista di problemi irrisolti suddivisi in base ai diversi ambiti in cui può essere suddivisa la fisica:

### Fisica generale/fisica quantistica
- Teoria del tutto: 
  - C'è una teoria che possa spiegare i valori di tutte le costanti fisiche fondamentali?[4]
  - Esiste una teoria che spiega perché i gruppi di gauge del Modello standard sono così come sono, e perché lo spaziotempo osservato ha tre dimensioni spaziali e una temporale?
  - Le "costanti fondamentali" sono davvero fondamentali o variano nel tempo?
  - È possibile che le particelle del Modello standard siano composte da particelle più piccole legate in modo tanto forte da non poter essere osservate con le tecnologie attuali? Quali sarebbero le proprietà di queste particelle?
  - Ci sono interazioni fondamentali non ancora osservate?
- Freccia del tempo (per esempio la freccia del tempo dovuta all'entropia): 
  - Perché il tempo ha una direzione?
  - Perché l'universo aveva una bassa entropia nel passato e man mano che il tempo è trascorso c'è stato un aumento dell'entropia in tutto l'universo come previsto dalla seconda legge della termodinamica?[4]
  - Perché sono state osservate delle violazioni della simmetria CP in determinate circostanze sotto l'azione del decadimento dovuto alle forze deboli, ma non altrove? Sono le violazioni di CP in qualche modo un prodotto della seconda legge della termodinamica o vanno considerati come una distinta freccia del tempo?
  - Ci sono eccezioni al principio di casualità?
  - C'è un solo possibile passato? Il presente è un momento fisicamente distinto dal passato e dal futuro o è solo una proprietà della coscienza?
  - Cosa lega la freccia del tempo quantistica alla freccia del tempo termodinamica?
- Interpretazione della meccanica quantistica: 
  - Come può la descrizione quantistica della realtà che include elementi come la sovrapposizione degli stati e il collasso della funzione d'onda dare origine alla realtà che percepiamo?[4] In altre parole, si tratta del problema della misura: cosa costituisce una "misura" che apparentemente provoca il collasso della funzione d'onda in uno stato definito?
  - A differenza dei processi della fisica classica, alcuni processi quantistici (come il teletrasporto quantistico derivato dall'entanglement quantistico) non possono essere simultaneamente "locali", "causali" e "reali", ma non è ovvio quale di queste proprietà vada sacrificata,[5] o se un tentativo di descrivere i processi quantistici in questo senso è un errore di categoria nel senso che una comprensione adeguata della meccanica quantistica renderebbe questa domanda senza significato. Può un multiverso dare la risposta?
- Teoria di Yang-Mills: dato un arbitrario gruppo di gauge compatto, esiste una teoria quantistica non banale di Yang-Mills con gap di massa finito? (Questo problema è anche uno dei problemi per il millennio.)[6]
- Confinamento di colore: in cromodinamica quantistica (QCD) per la congettura del confinamento di colore si intende che le particelle cariche di colore (come i quark e i gluoni) non possono essere separati dai loro adroni genitori senza produrre nuovi adroni.[7] Non c'è ancora una dimostrazione analitica del confinamento di colore in nessuna teoria di gauge non abeliana.
- Informazione fisica: ci sono fenomeni fisici, come il collasso della funzione d'onda o i buchi neri, che distruggono irrevocabilmente informazioni circa i loro stati precedenti?[8] Come è immagazzinata l'informazione quantistica in qualità di stato di un sistema quantistico?
- Costanti fisiche adimensionate: attualmente, i valori delle costanti fisiche adimensionate non possono essere calcolati, sono determinati esclusivamente da misurazioni sperimentali.[9][10] Qual è il numero minimo di costanti adimensionate dalle quali discendono tutte le altre? Le costanti fisiche dimensionate sono proprio necessarie?
- Universo finemente regolato: il valore delle costanti fisiche fondamentali deve mantenersi in una gamma ristretta di valori per supportare la nostra vita basata sui processi chimici che riguardano il carbonio.[11][12][13] È perché esistono altri universi con diverse costanti, o perché le costanti del nostro universo sono dovute al caso o a qualche altro fattore o processo?
- Teoria quantistica dei campi: è possibile costruire, nella cornice matematicamente rigorosa della teoria quantistica dei campi algebrica, una teoria nello spaziotempo quadridimensionale che includa le interazioni e non ricorra ai metodi della teoria perturbativa?[14][15]

### Cosmologia e relatività generale
- - Asse del male: alcune grandi caratteristiche del cielo a microonde a distanze di oltre 13 miliardi di anni luce sembrano essere allineate sia con il movimento che con l'orientamento del sistema solare. Ciò è dovuto a errori sistematici di elaborazione, contaminazione dei risultati da effetti locali o violazione inspiegabile del principio copernicano?
  - Asimmetria barionica: Perché c'è molta più materia che antimateria nell'universo osservabile? (Questo può essere risolto a causa dell'apparente asimmetria nelle oscillazioni neutrino-antineutrino.)[16]
  - Inflazione cosmica:
    - La teoria dell'inflazione cosmica nell'universo primordiale è corretta e, in caso affermativo, quali sono i dettagli di quest'epoca?
    - Qual è l'ipotetico campo scalare inflazione che ha dato origine a questa inflazione cosmica? Se l'inflazione è avvenuta a un certo punto, si auto-sostiene attraverso l'inflazione delle fluttuazioni quantomeccaniche, e quindi in corso in qualche luogo estremamente lontano?[17]

  - Problema della costante cosmologica:
    - Perché l'energia di punto zero (ZPE) del vuoto non causa una grande costante cosmologica?
    - Cosa lo cancella?[18][19]

- - Energia oscura:

Distribuzione stimata della materia ordinaria, della materia oscura e dell'energia oscura nell'universo.

    - Qual è la causa dell'espansione accelerata osservata (fase di de Sitter) dell'universo?
    - Perché la densità energetica della componente dell'energia oscura è della stessa grandezza della densità della materia attualmente, quando i due si evolvono in modo abbastanza diverso nel tempo; potrebbe essere semplicemente che stiamo osservando esattamente al momento giusto?
    - L'energia oscura è una pura costante cosmologica o sono applicabili modelli di quintessenza come l'energia fantasma?

  - Flusso oscuro: un'attrazione gravitazionale non sferica simmetrica dall'esterno dell'universo osservabile è responsabile di parte del movimento osservato di oggetti di grandi dimensioni come gli ammassi galattici nell'universo?
  - Materia oscura:
    - Qual è l'identità della materia oscura?[20]
    - La materia oscura è una particella?
    - La materia oscura è il superpartner più leggero (LSP)? Oppure, i fenomeni attribuiti alla materia oscura non puntano a una qualche forma di materia ma in realtà a un'estensione della gravità?

  - Dimensioni aggiuntive:
    - La natura ha più di quattro dimensioni spazio-temporali?
      - Se sì, qual è la loro dimensione?

    - Le dimensioni sono una proprietà fondamentale dell'universo o un risultato emergente di altre leggi fisiche?
    - Possiamo osservare sperimentalmente prove di dimensioni spaziali più elevate?

  - Problema dell'orizzonte:
    - Perché l'universo distante è così omogeneo quando la teoria del Big Bang sembra prevedere anisotropie misurabili del cielo notturno più grandi di quelle osservate?
    - L'inflazione cosmologica è generalmente accettata come soluzione, ma sono più appropriate altre possibili spiegazioni come una velocità variabile della luce?

  - Le strutture più grandi dell'universo sono più grandi del previsto. Gli attuali modelli cosmologici affermano che dovrebbe esserci pochissima struttura su scale maggiori di poche centinaia di milioni di anni luce, a causa dell'espansione dell'universo che supera l'effetto della gravità[21].  Ma la Grande Muraglia di Sloan è lunga 1,38 miliardi di anni luce. E la più grande struttura attualmente conosciuta, la Grande Muraglia Hercules-Corona Borealis, è lunga fino a 10 miliardi di anni luce. Sono queste strutture reali o fluttuazioni casuali della densità? Se sono strutture reali, contraddicono la " Fine della Grandezza"' ipotesi che asserisce che su una scala di 300 milioni di anni luce le strutture viste in sondaggi più piccoli sono casuali nella misura in cui la distribuzione regolare dell'universo è visivamente apparente.
  - Problema del tempo: nella meccanica quantistica il tempo è un parametro di fondo classico e il flusso del tempo è universale e assoluto. Nella relatività generale il tempo è una componente dello spaziotempo quadridimensionale e il flusso del tempo cambia a seconda della curvatura dello spaziotempo e della traiettoria dello spaziotempo dell'osservatore. Come si conciliano questi due concetti di tempo?[22]
  - Forma dell'universo :
    - Qual è la 3- varietà dello spazio comovente , cioè di una sezione spaziale comovente dell'universo, chiamata informalmente la "forma" dell'universo? Né la curvatura né la topologia sono attualmente note, sebbene si sappia che la curvatura è "vicina" allo zero su scale osservabili. L'ipotesi dell'inflazione cosmica suggerisce che la forma dell'universo potrebbe essere non misurabile, ma, dal 2003, Jean-Pierre Luminet, et al., e altri gruppi hanno suggerito che la forma dell'universo potrebbe essere lo spazio dodecaedrico di Poincaré . La forma non è misurabile; lo spazio di Poincaré; o un altro 3-varietà?

  - Dimensioni dell'universo: Il diametro dell'universo osservabile è di circa 93 miliardi di anni luce, ma qual è la dimensione dell'intero universo?
  - Perché c'è qualcosa piuttosto che niente? Origine e futuro dell'universo:
    - Come si sono create le condizioni per l'esistenza di qualcosa?
    - L'universo si sta dirigendo verso un Big Freeze, un Big Rip, un Big Crunch, un Big Bounce o fa parte di un modello ciclico infinitamente ricorrente ?

### Gravità quantistica
- I buchi neri, paradosso dell'informazione del buco nero, e le radiazioni buco nero:
  - I buchi neri producono radiazione termica, come previsto in teoria?[23]
    - Questa radiazione contiene informazioni sulla loro struttura interna, come suggerito dalla dualità gauge-gravità, o no, come conseguenza dal calcolo originale di Hawking?
      - Se no, e i buchi neri possono evaporare, cosa succede alle informazioni in essi immagazzinate (dato che la meccanica quantistica non prevede la distruzione delle informazioni)? O la radiazione si ferma ad un certo punto lasciando resti di buchi neri?

  - C'è un altro modo per sondare in qualche modo la loro struttura interna, se una tale struttura esiste?
- L'ipotesi della censura cosmica e la congettura della protezione della cronologia:
  - Le singolarità non nascoste dietro un orizzonte degli eventi, note come " nude singolarità ", possono nascere da condizioni iniziali realistiche, o è possibile provare una qualche versione dell'"ipotesi della censura cosmica" di Roger Penrose che propone che ciò sia impossibile?[24]
  - Allo stesso modo, le curve chiuse di tipo temporale che emergono in alcune soluzioni delle equazioni della relatività generale (e che implicano la possibilità di viaggi nel tempo a ritroso ) saranno escluse da una teoria della gravità quantistica che unisce la relatività generale con la meccanica quantistica, come suggerito dal "congettura di protezione della cronologia" di Stephen Hawking?
- Problema della costante cosmologica - catastrofe del vuoto: perché la massa predetta del vuoto quantistico ha un piccolo effetto sull'espansione dell'universo?[25]
- gravità quantistica:
  - La meccanica quantistica e la relatività generale possono essere realizzate come una teoria pienamente coerente (forse come una teoria quantistica dei campi)?[26]
  - Lo spaziotempo è fondamentalmente continuo o discreto?
  - Una teoria coerente implicherebbe una forza mediata da un ipotetico gravitone o sarebbe un prodotto di una struttura discreta dello spaziotempo stesso (come nella gravità quantistica a ciclo)? Ci sono deviazioni dalle previsioni della relatività generale su scale molto piccole o molto grandi o in altre circostanze estreme che derivano da un meccanismo di gravità quantistica?

### Fisica delle particelle (o delle alte energie)
- - Anomala del momento di dipolo magnetico: perché il valore misurato sperimentalmente dell'anomala del momento di dipolo magnetico del muone ("muone g-2") è significativamente differente dal valore teorico previsto per quella costante fisica?
  - Generazioni di materia: perché ci sono tre generazioni di quark e leptoni? Esiste una teoria che possa spiegare le masse di particolari quark e leptoni in particolari generazioni dai primi principi (una teoria degli accoppiamenti di Yukawa)?[27]
  - Problema di gerarchia:
    - Perché la gravità è una forza così debole?
    - La gravità diventa una forza forte per le particelle solo alla scala di Planck, intorno a 1019 GeV , molto al di sopra della scala elettrodebole (100 GeV, la scala energetica che domina la fisica alle basse energie). Perché queste scale sono così diverse l'una dall'altra?
    - Cosa impedisce alle quantità alla scala elettrodebole, come la massa del bosone di Higgs, di ottenere correzioni quantistiche dell'ordine della scala di Planck?
    - La soluzione è la supersimmetria, le dimensioni extra, qualche altro fenomeno o solo la messa a punto antropica?

  - Formula di Koide: un aspetto del problema delle generazioni di particelle. La somma delle masse dei tre leptoni carichi, divisa per il quadrato della somma delle radici di queste masse, entro una deviazione standard delle osservazioni, è {\textstyle Q={\frac {2}{3}}}. Non si sa come si ricavi un valore così semplice, e perché sia l'esatta media aritmetica dei possibili valori estremi di 1 ⁄ 3 (masse uguali) e 1 (domina una massa).
  - Monopoli magnetici: Le particelle con "carica magnetica" sono esistite nel passato, in un'età ad energia più alta? Se fosse così, ne esistono oggi? (Paul Dirac mostrò che l'esistenza di alcuni di monopoli magnetici spiegherebbero la quantizzazione della carica.)[28]
  - Problema Mu: problema delle teorie supersimmetriche, concernente la comprensione dei parametri della teoria.
  - Massa del neutrino:
    - Qual è la massa dei neutrini, seguono le statistiche di Dirac o di Majorana?
    - La gerarchia di massa è normale o invertita?
    - Il CP che viola la fase è uguale a 0?[29][30]

  - Puzzle della vita dei neutroni: mentre la vita dei neutroni è stata studiata per decenni, attualmente esiste una mancanza di coerenza sul suo valore esatto, a causa di risultati diversi da due metodi sperimentali ("bottiglia" contro "fascio").[31]
  - Pentaquark e altri adroni esotici: quali combinazioni di quark sono possibili? Perché i pentaquark erano così difficili da scoprire?[32]  Sono un sistema strettamente legato di cinque particelle elementari, o un accoppiamento più debolmente legato di un barione e un mesone?[33]
  - Decadimento del protone e crisi di spin: il protone è fondamentalmente stabile? Oppure decade con una vita finita come previsto da alcune estensioni del modello standard?[34]  In che modo i quark e i gluoni trasportano lo spin dei protoni?[35]
  - Puzzle del raggio del protone: qual è il raggio della carica elettrica del protone? In cosa differisce dalla carica gluonica?
  - Problema di PC forte e assioni:
    - Perché l'interazione nucleare forte è invariante rispetto alla parità e alla coniugazione di carica?
      - La teoria di Peccei-Quinn è la soluzione a questo problema?

    - Gli assioni potrebbero essere il componente principale della materia oscura?

  - Supersimmetria:
    - La supersimmetria dello spaziotempo è realizzata su scala TeV?
      - Se sì, qual è il meccanismo di rottura della supersimmetria?

    - La supersimmetria stabilizza la scala elettrodebole, prevenendo correzioni quantistiche elevate?
    - La particella supersimmetrica più leggera (LSP) comprende la materia oscura?
- Particella di Planck: la massa di Planck gioca un ruolo importante in alcune parti della fisica matematica. Una serie di ricercatori hanno proposto l'esistenza di una particella fondamentale con massa uguale o vicina a quella di Planck. La massa di Planck è però enorme se paragonata alle altre particelle rivelate. Si tratta ancora di un problema irrisolto, se esiste o se è esistita una particella con massa vicina a quella di Planck. Questo problema è indirettamente correlato al problema della gerarchia?

### Astronomia e astrofisica
- - Relazione età-metallicità nel disco galattico: esiste una relazione universale età-metallicità (AMR) nel disco galattico (sia le parti "sottili" che quelle "spesse" del disco)? Sebbene nel disco locale (principalmente sottile) della Via Lattea non ci siano prove di un forte AMR[36],  un campione di 229 stelle "spesse" vicine del disco è stato usato per investigare l'esistenza di una relazione età-metallicità nel Disco spesso galattico e indicano che esiste una relazione età-metallicità presente nel disco spesso[37][38].  Le età stellari dell'asterosismologia confermano la mancanza di una forte relazione età-metallicità nel disco galattico[39].
  - Getto astrofisico :
    - Perché solo alcuni dischi di accrescimento che circondano certi oggetti astronomici emettono getti relativistici lungo i loro assi polari?
    - Perché ci sono oscillazioni quasi periodiche in molti dischi di accrescimento?[40]
    - Perché il periodo di queste oscillazioni scala come l'inverso della massa dell'oggetto centrale?[41]
    - Perché a volte ci sono sfumature e perché appaiono con rapporti di frequenza diversi in oggetti diversi?[42]

  - Problema di riscaldamento coronale:
    - Perché la corona (strato di atmosfera) del Sole è molto più calda della superficie del Sole?
    - Perché l'effetto di riconnessione magnetica è di molti ordini di grandezza più veloce di quanto previsto dai modelli standard?

  - Problema cosmologico del litio : perché c'è una discrepanza tra la quantità di litio-7 che si prevede sarà prodotta nella nucleosintesi del Big Bang e la quantità osservata nelle stelle molto vecchie?[43]
  - Bande interstellari diffuse:
    - A cosa sono dovute le numerose righe di assorbimento interstellare rilevate negli spettri astronomici?
    - Sono di origine molecolare e, in caso affermativo, quali molecole ne sono responsabili? Come si formano?

  - Fast radio bursts (FRB):
    - Cosa causa questi impulsi radio transitori provenienti da galassie lontane, che durano solo pochi millisecondi ciascuno?
    - Perché alcuni FRB si ripetono a intervalli imprevedibili, ma la maggior parte no? Sono stati proposti decine di modelli, ma nessuno è stato ampiamente accettato.[44]

  - Anomalia del flyby: perché l'energia osservata dei satelliti che volano da corpi planetari a volte è diversa di una piccola quantità dal valore previsto dalla teoria?
  - Problema di rotazione delle galassie: la materia oscura è responsabile delle differenze nella velocità osservata e teorica delle stelle che ruotano attorno al centro delle galassie o è qualcos'altro?
  - Scogliera di Kuiper: Perché il numero di oggetti nella fascia di Kuiper del Sistema Solare diminuisce rapidamente e inaspettatamente oltre un raggio di 50 unità astronomiche?
  - Anisotropia su larga scala: l'universo su scale molto grandi è anisotropo, il che rende il principio cosmologico un presupposto non valido? Il conteggio del numero e l'intensità dell'anisotropia di dipolo in radio, catalogo NRAO VLA Sky Survey (NVSS)[45] sono coerenti con il movimento locale derivato dal fondo cosmico a microonde[46][47]  e indicano un'anisotropia di dipolo intrinseca. Gli stessi dati radio NVSS mostrano anche un dipolo intrinseco nella densità di polarizzazione e nel grado di polarizzazione[48] nella stessa direzione del conteggio del numero e dell'intensità. Ci sono molte altre osservazioni che rivelano anisotropia su larga scala. La polarizzazione ottica dei quasar mostra l'allineamento della polarizzazione su una scala molto ampia di Gpc[49][50][51].  I dati di fondo cosmico a microonde mostrano diverse caratteristiche dell'anisotropia[52][53][54][55],  che non sono coerenti con il modello del Big Bang .
  - Origine del campo magnetico delle magnetar : Qual è l'origine del campo magnetico delle magnetar?
  - p-nuclei: quale processo astrofisico è responsabile della nucleogenesi di questi rari isotopi?
  - Velocità di rotazione di Saturno :
    - Perché la magnetosfera di Saturno mostra una periodicità (che cambia lentamente) vicina a quella alla quale ruotano le nuvole del pianeta?
    - Qual è la vera velocità di rotazione dell'interno profondo di Saturno?[56]

  - Ciclo solare:
    - In che modo il Sole genera il suo campo magnetico su larga scala che si inverte periodicamente?
    - In che modo altre stelle simili al Sole generano i loro campi magnetici e quali sono le somiglianze e le differenze tra i cicli di attività stellare e quello del Sole?[57]
    - Che cosa ha causato il minimo di Maunder e altri grandi minimi e come fa il ciclo solare a riprendersi da uno stato di minimo?

  - Buchi neri supermassicci:
    - Qual è l'origine della relazione M-sigma tra la massa del buco nero supermassiccio e la dispersione della velocità delle galassie?[58]
    - In che modo i quasar più distanti hanno fatto crescere i loro buchi neri supermassicci fino a 1010 masse solari così presto nella storia dell'universo?  Curva di rotazione di una tipica galassia a spirale: prevista (A ) e osservata ( B ). La discrepanza tra le curve può essere attribuita alla materia oscura?Curva di rotazione di una tipica galassia a spirale: prevista ( A ) e osservata ( B ). La discrepanza tra le curve può essere attribuita alla materia oscura?

Curva di rotazione di una tipica galassia a spirale: prevista (A) e osservata (B). La discrepanza tra le curve può essere attribuita alla materia oscura?

  - Supernovae: qual è l'esatto meccanismo con cui un'implosione di una stella morente diventa un'esplosione?
  - Raggi cosmici ad altissima energia : 
    - Perché alcuni raggi cosmici sembrano possedere energie che sono incredibilmente alte, dato che non ci sono sorgenti di raggi cosmici sufficientemente energetiche vicino alla Terra?
    - Perché (apparentemente) alcuni raggi cosmici emessi da sorgenti lontane hanno energie superiori al limite di Greisen-Zatsepin-Kuzmin?

  - sorgenti di raggi X ultraluminosi (ULX):
    - Cosa alimenta le sorgenti di raggi X che non sono associate a nuclei galattici attivi ma superano il limite di Eddington di una stella di neutroni o di un buco nero stellare ? Sono dovute a buchi neri di massa intermedia ?
    - Alcuni ULX sono periodici, il che suggerisce un'emissione non isotropa da una stella di neutroni. Questo vale per tutti gli ULX? Come potrebbe un tale sistema formarsi e rimanere stabile?

### Fisica nucleare
- Nuclei e astrofisica nucleare:
  - Perché manca la convergenza nelle stime della vita media di un neutrone libero basate su due metodi sperimentali separati e sempre più precisi?
  - Qual è la natura della forza nucleare che lega protoni e neutroni in nuclei stabili e isotopi rari?
  - Qual è la natura delle eccitazioni esotiche nei nuclei alle frontiere della stabilità e il loro ruolo nei processi stellari? Qual è la natura delle stelle di neutroni e della materia nucleare densa? Qual è l'origine degli elementi nel cosmo? Quali sono le reazioni nucleari che guidano le stelle e le esplosioni stellari?
  - Qual è l'elemento chimico più pesante possibile ?
- Cromodinamica quantistica :
  - Quali sono le fasi della materia in forte interazione e quali ruoli giocano nell'evoluzione del cosmo ?
  - Qual è la struttura partonica dettagliata dei nucleoni?
  - Cosa determina le caratteristiche chiave della QCD e qual è la loro relazione con la natura della gravità e dello spaziotempo?
  - Cosa prevede la QCD per le proprietà della materia che interagisce fortemente?
  - QCD è veramente privo di violazioni di CP?
  - I gluoni esistono?
  - I gluoni acquisiscono massa dinamicamente nonostante abbiano una massa a riposo nulla, all'interno degli adroni?
- Strangelets: La materia di quark strano (Strangelet) esiste come stato stabile?

### Fisica atomica, molecolare e ottica
- Controversia di Abraham–Minkowski: Qual è la quantità di moto della luce nei mezzi ottici? Quale è corretta (quella di Abraham o quella Minkowski)?
- Condensazione di Bose–Einstein: Come si può dimostrare rigorosamente l'esistenza dei condensati di Bose–Einstein per sistemi interagenti generali?[59]

### Meccanica classica
- Traiettorie singolari nel problema newtoniano degli N-corpi: l'insieme delle condizioni iniziali per cui le particelle vicine alla collisione acquistano una infinita velocità in un tempo finito hanno misura zero? Si sa che questo è il caso in cui N è maggiore o uguale a quattro, ma il problema rimane aperto anche per N maggiori.[60][61]

### Fisica della materia condensata
- Superconduttori ad alte temperature: qual è il meccanismo che fa esibire a certi materiali la proprietà della superconduttività a temperature più alte di 25 kelvin? È possibile costruire un materiale che sia un superconduttore a temperatura ambiente?[4]
- Solidi amorfi: qual è la natura della transizione vetrosa tra un fluido o un solido regolare e una fase vetrosa? Quali sono i processi fisici che danno origine alle proprietà generali dei vetri e della transizione vetrosa?[62][63]

### Fisica del plasma
- Fisica del plasma ed energia dalla fusione nucleare: la fusione nucleare potrebbe produrre energia usando delle risorse molto diffuse (come ad esempio l'idrogeno) senza il tipo di rifiuti radioattivi prodotti dalla fissione nucleare. Tuttavia, si possono confinare i gas ionizzati abbastanza a lungo e a temperature abbastanza alte in modo da creare energia nucleare? Qual è l'origine fisica della modalità ad alto confinamento (o H-mode)?[64]

### Biofisica
- Omochiralità: qual è l'origine della preponderanza di enantiomeri specifici nei sistemi biochimici?
- Magnetorecezione: in che modo gli animali (ad es. gli uccelli migratori) percepiscono il campo magnetico terrestre?
- Previsione della struttura delle proteine:
  - In che modo la struttura tridimensionale delle proteine è determinata dalla sequenza unidimensionale di amminoacidi?
  - Come possono le proteine ripiegarsi su scale temporali da microsecondi a secondi quando il numero di possibili conformazioni è astronomico e le transizioni conformazionali si verificano sulla scala temporale da picosecondi a microsecondi?
  - È possibile scrivere algoritmi per prevedere la struttura tridimensionale di una proteina dalla sua sequenza?
  - Le strutture native della maggior parte delle proteine naturali coincidono con il minimo globale dell'energia libera nello spazio conformazionale? O la maggior parte delle conformazioni native sono termodinamicamente instabili, ma cineticamente intrappolate in stati metastabili?
  - Cosa impedisce la precipitazione dell'alta densità di proteine presenti all'interno delle cellule?
- Studio quantitativo del sistema immunitario:
  - Quali sono le proprietà quantitative delle risposte immunitarie?
  - Quali sono gli elementi costitutivi di base delle reti del sistema immunitario?
- Stocasticità e robustezza al rumore in espressione genica: come fanno i geni a governare il nostro corpo, sopportare diverse pressioni esterne ed interne? Esistono alcuni modelli per i processi genetici, ma siamo lontani dal comprendere l'intero quadro, in particolare nello sviluppo in cui l'espressione genica deve essere strettamente regolata?

## Problemi risolti nel XXI secolo
Alcuni problemi potrebbero essere risolti nel recente passato. Questo elenco è ordinato in base alla data della soluzione, il periodo in cui si trattava di una questione irrisolta è indicato tra parentesi (se non ambiguo).
- Da dove provengono i lampi gamma corti (1993-2017)? Questi possono derivare dalla fusione di due stelle di neutroni, osservata per la prima volta nel 2017 quando si sono potute misurare onde gravitazionali emesse contemporaneamente.
- Materia barionica mancante (1998-2017): i contributi noti alla materia barionica si sono aggiunti a un valore troppo basso. La parte mancante è risultata essere gas interstellare caldo.
- Esistono i cristalli temporali (2012-2016)? Sì, osservato per la prima volta sperimentalmente nel 2016.
- Esistono onde gravitazionali (1916-2016)? Sì, trovato per la prima volta da LIGO nel 2016.
- La disuguaglianza di Bell può essere testata senza scappatoie (1970-2015)? Sì, come hanno dimostrato tre gruppi di ricerca nel 2015.
- Esistono pentaquark (1964-2015)? Sì, trovato da LHCb.